# Мстислава Володимирівна
Мстислава Володимирівна — княжна, дочка київського князя Володимира Великого .

## Біографія
Згадується Мстислава в числі трьох дочок Володимира, взятих в наложниці королем Польщі Болеславом I хоробрим в 1018 році. Згідно з припущенням польського історика Лябуди, у Польщі захоплені дочки Володимира Святого (разом з Предславою було захоплено кілька її сестер) жили в палаці на Ледницькому острові, і їх не примушували приймати католицтво.
Приблизно в 1025 році, коли Болеслав помер, полонянки звільнилися. Після цього Мстислава ніде не згадується. Сім’ї не мала.